# Rue Industrielle 16

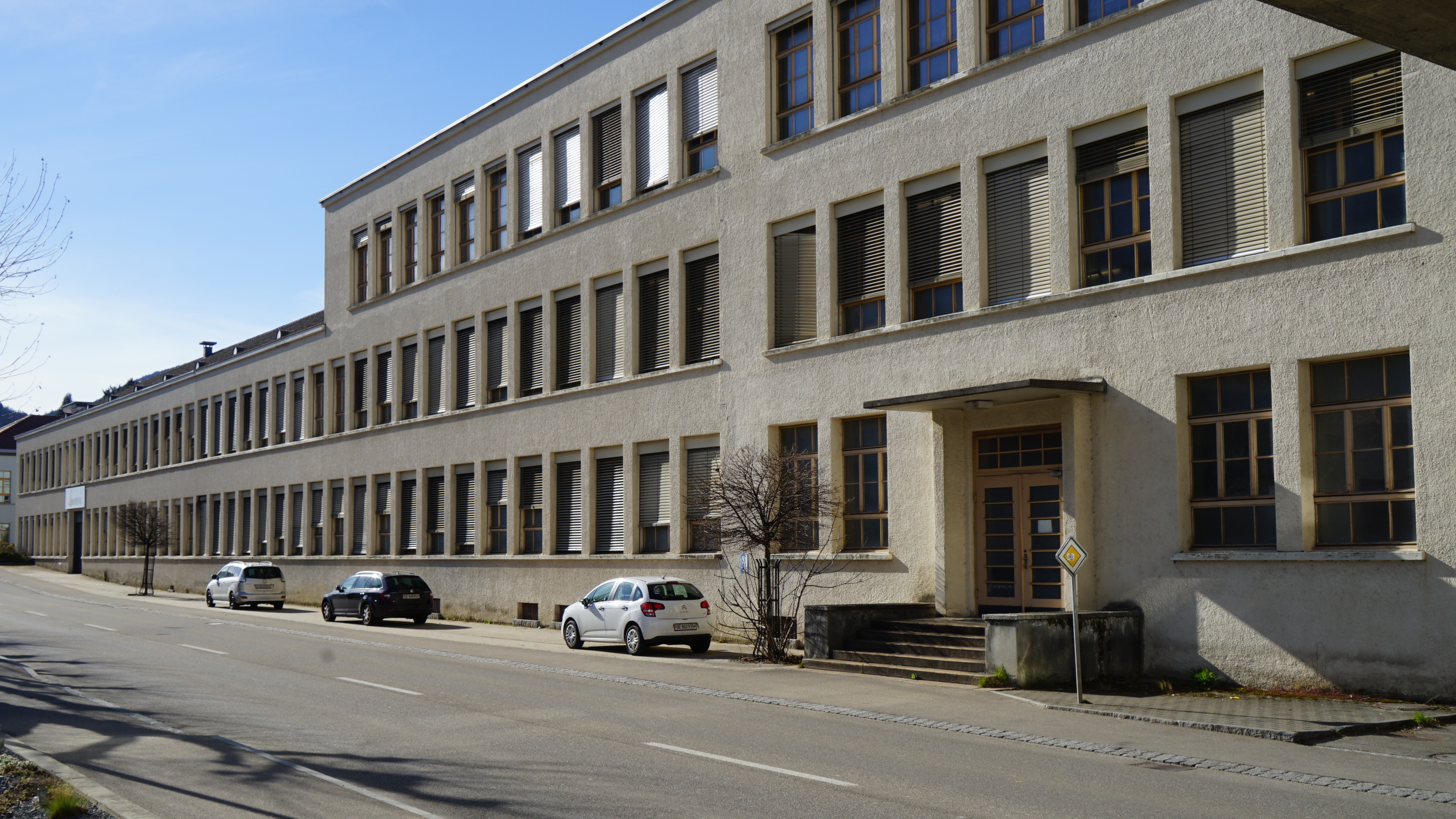
Ansicht von Südosten, 2022

Das Gebäude Rue Industrielle 16 in Moutier im Schweizer Kanton Bern wurde bis 1931 errichtet. Das Bauwerk der ehemaligen Werkzeugmaschinenfabrik Bechler (1981: Tornos-Bechler, 2001: Tornos AG) steht unter Denkmalschutz.

## Lage
Das Fabrikgebäude steht im Industriegebiet im Südwesten der Stadt. Passerellen führen zu jüngeren Bauten der Werkzeugmaschinenfabrik Bechler, einer Mechanischen Werkstatt im Westen und dem Verwaltungsgebäude «Tour Bechler» jenseits der Strasse (Rue Industrielle «18» und «15»).

## Geschichte
Das Gebäude wurde von 1929 bis 1931 vom Unternehmen als Fabrik für Drehautomaten errichtet. Planer war der ortsansässige Architekt Charles Kleiber (1905–1978), der 1929 das väterliche Büro übernahm. Anfangs auf einem ungleichmässigen Grundriss errichtet, erhielt das Bauwerk später einen ausgedehnten Anbau im Westen. Kleiber war ein Anhänger des Neuen Bauens. Er entwarf «eine sehr nüchterne Architektur, ohne Zugeständnisse an die Verzierung». Die einheitliche, bis zum Äussersten gestreckte Südfassade, wird durch durchgehenden Sohlbankgesimse, die die Fensterreihen betonen, gegliedert. Die Zugangstür zeigt noch die für die Moderne der 1930er Jahre typische Unterteilung der Verglasung.
Zu den Nutzern gehört ein Supermarkt eines grossen Detailhändlers, dessen östliche Erweiterung die Formensprache des Fabrikgebäudes aufnimmt. Die untere Fensterreihe ist verblendet, die obere zeigt leere Öffnungen, hinter denen sich das offene Parkdeck verbirgt. Die westliche Passerelle führt zur ehemaligen Mechanischen Werkstatt, die Kleiber 1948, stilistisch angepasst, entwarf.
Das Gebäude wurde 2000 rechtskräftig als «schützenswert» in das Bauinventar der Denkmalpflege des Kantons aufgenommen sowie im August 2004 vertraglich unter Schutz gestellt.

## Belege
1. ↑  Stéphanie Lachat: Charles Kleiber. In: Historisches Lexikon der Schweiz.  21. Juni 2006.
2. 1 2  Denkmalpflege des Kantons Bern: Moutier, Rue Industrielle 16. In: Bauinventar des Kantons Bern. Kanton Bern, abgerufen am 17. Februar 2024 (französisch).
3. ↑  Denkmalpflege des Kantons Bern: Rue Industrielle 18, 2740 Moutier. In: Bauinventar des Kantons Bern. Kanton Bern, abgerufen am 15. Februar 2024 (französisch).

Koordinaten: 47° 16′ 37,4″ N, 7° 22′ 4,4″ O; CH1903: 594649 / 236242